# Catherine Bolle
Catherine Bolle (* 20. September 1956 in Lausanne, heimatberechtigt in Bex (VD) und Les Verrières (NE)) ist eine Schweizer Künstlerin und arbeitet als Graphikerin, Malerin und Bildhauerin. Sie wurde für ihr Werk 2007 mit dem «Grand prix» der Waadtländer Kulturstiftung (FVCP) ausgezeichnet.

## Leben und Werk
Catherine Bolle ist die Tochter des Landschaftsmalers Daniel Bolle (1919–1986), ihre Grossmutter arbeitete in Paris als Photolithographin. Bolle absolvierte eine Lehre als Physiklaborantin an der École polytechnique fédérale de Lausanne (EPFL) und eine Ausbildung zur Chemieingenieurin am Technikum in Genf. Nach dem Besuch der Kunstgewerbeschule in Sitten (1976–1978) widmete sie sich ganz ihrer Kunst. Mit Matthias Thomann gründete sie 1984 ein Fotostudio. Ihre Lithographien fertigte sie in Werkstätten in Séprais und Lausanne an. Seit 2000 unterhält Bolle ein Atelier in Lausanne. An der Schule für Gestaltung Wallis (HE–ECAV) in Siders erhielt sie 2006 den Abschluss des Master of Arts Professional Studies (MAPS).
Bolle stellte ihre Arbeiten 1989 und 1990 an der ETH Zürich und im Cabinet cantonal des estampes in Vevey erstmals aus. In der Abteikirche von Bellelay präsentierte sie 2001 ihre monumentale Skulptur «Sens et non-sens I». Von 1999 bis 2003 arbeitete Bolle an der Cité Internationale des Arts Paris. Daneben absolvierte sie ein Praktikum in Glasmalerei bei Joseph Chaaltiel in Israel und stellte 2005 bei Swissnex in San Francisco aus.
Nach dem «Prix Jeunes Créateurs» der Waadtländer Kulturstiftung von 1996 wurde Bolle 2007 auch mit dem «Grand Prix» ausgezeichnet. Sie erhielt 1991 ein Alice-Bailly-Stipendium und wurde 1999 von der Leenaards-Stiftung ausgezeichnet.
Kunstwerke von Bolle waren 2000 im Spielfilm Chabrols süßes Gift (Merci pour le chocolat) zu sehen.

## Techniken
Catherine Bolle arbeitet multidisziplinär und lässt sich von der Natur inspirieren. Im Bereich der Druckgraphik beschritt sie unkonventionelle Wege und ging 1988 zum Grossformat über. Sie hat seit 1984 mehr als 100 Künstlerbücher gestaltet. Mit dem Konzept der «Nouveaux espaces gravés» (Neue graphische Räume) beschritt sie in den 1990er Jahren den Weg von der Graphik in die dritte Dimension. Sie schuf Objekte, Bronzewürfel, gravierte Stelen, bedruckte, bemalte und modellierte Acrylglas. Für ihre Zeichnungen benutzte Bolle Metall, Pauspapier oder Braillepapier. Im Jahr 1992 begann sie mit Temperamalerei und schuf 2000 grosse Diptychen in matten, gedeckten Farben. Im Bereich der Fotografie arbeitete sie mit gravierten Diapositiven. Monumentale Integrationen führte sie in Zusammenarbeit mit Architekten aus.

## Kunst am Bau (Auswahl)
CIBA SC, Basel; Centre de production Comet, Flamatt; Centre international de conférence, Genf; Bâtiment des contributions de l’État de Neuchâtel, La Chaux-de-Fonds; Résidence La Verrière, Montreux; Bibliothèque cantonale et universitaire, Lausanne; Banque cantonale vaudoise, Rolle.

## Veröffentlichungen (Auswahl)
Illustrationen und Verfasserin:
- Catherine Bolle. Xylon 103, Zürich 1997.
- Des Eaux Nomades à la Ruche Humaine. Till Schaap, Bern 2021, ISBN 978-3-03878-061-8.

Illustrationen:
- La chose perdue (Aufsätze). Till Schaap, Bern 2018, ISBN 978-3-03878-006-9.

Verfasserin:
- Les ateliers contigus – Werkstatt als Kunstlabor – laboratori permanenti. Benteli; Bern/Sulgen/Zürich 2011, ISBN 978-3-7165-1710-9.